# Aidhab
Aidhab o Aydhab (en árabe: عَيذاب‎) fue un puerto medieval en la costa del oeste del Mar Rojo. Sus restos abandonados se encuentran en el triángulo de Hala'ib, un territorio disputado entre Egipto y Sudán.

## Historia
Posiblemente establecida durante el periodo tolemaico, Aidhab fue ocupada por los beja antes de su conquista por el Egipto fatimí en el siglo X. Se encontraba aproximadamente 20 kilómetros al norte del moderno puerto de Halaib. Abulfeda dio sus coordenadas como 21°N, 58°E pero realmente se encuentra en 22°19′N, 36°28′E.
Aidhab se convirtió en un importante puerto del comercio oriental (particularmente con Yemen) y parada peregrinos musulmanes de África en su camino a La Meca durante los siglos X y XI. La primera razón para ello fue el redescubrimiento de las minas egipcias de Wadi Allaqi, que causó una fiebre del oro entre los siglos X y XIV. En segundo lugar, el establecimiento del califato fatimí impulsó el comercio de Egipto con el resto de Oriente Medio en una época en el que la piratería en el golfo Pérsico hacía decaer otras rutas. Dados los vientos, los barcos mercantes tenían problemas para llegar directamente a Suez y necesitaban un puerto egipcio al sur. Finalmente, Aidhab se encontraba cerca de Yeda, lo que hacía fácil rutas regulares a Arabia mientras que caravanas unían por tierra la ciudad con Asuán y el valle del Nilo. 
Aidab se convirtió así en una parada habitual de diversas rutas. Los viajeros ibn Yubair y ibn Battuta pasaron por la ciudad y el hermano de Maimónides, David se ahogó ahí de camino a la India. Naser Josrow afirmó que la región tenía los mejores camellos en el mundo.
Los ingresos de las aduanas de la ciudad fueron divididos entre los egipcios y los nómadas beja, que a cambio ofrecían protección a la ciudad y salvoconducto a viajeros y mercaderes.
La ciudad estuvo saqueada por el cruzado Reinaldo de Châtillon en 1182 y por Dawud de Nubia alrededor de 1270. El ataque punitivo a Dongola del sultán Baibars dejó el país bajo vasallaje egipcio.
La ciudad empezó a decaer con el fin de las Cruzadas y el auge de Suakin, que ofrecía un puerto alternativo. Además, la extensión del poder mameluco en Arabia hizo que Yida fuera el puerto preferente para comercio indio.  Cuando en 1326 el viajero Ibn Battuta buscaba ir de Egipto a La Meca, Aidhab era la menos transitada de las tres rutas posibles. Aun así, decidió ir a Aidhab  solo para ser forzado para regresar a El Cairo debido a una rebelión local e ir a Meca por una ruta diferente.
Finalmente, en 1426, el sultán mameluco Barsbay destruyó la ciudad en represalia por su saqueo de bienes en tránsito a La Meca. Los habitantes de la ciudad huyeron a Dongola y Suakin, pero fueron masacrados en esta última ciudad. Fueparte  de la campaña de Barsbay para asegurar a Egipto los derechos exclusivos sobre el comercio en el mar Rojo entre Yemen y Europa.
El puerto anterior de la ciudad ya no existe y el sitio está abandonado.